# Otonska umetnost
Otonska umetnost je slog predromanske germanske umetnosti, ki zajema tudi nekatera dela iz nizozemskih dežel, severne Italije in vzhodne Francije. Poimenoval jo je umetnostni zgodovinar Hubert Janitschek po Otonski rodbini, ki je med letoma 919 in 1024 vladala Germaniji in severni Italiji pod kralji Henrikom I., Otonom I., Otonom II., Otonom III. in Henrikom II..  Z otonsko arhitekturo je ključna sestavina otonske renesanse (okoli 951–1024). Vendar se slog niti ni začel niti končal, da bi lepo sovpadal z vladanjem rodbine. Pojavil se je nekaj desetletij v njihovi vladavini in vztrajal do vladanja zgodnje Salijske rodbine, ki nima svoje umetniške 'slogovne etikete'.  V tradicionalni shemi umetnostne zgodovine otonska umetnost sledi karolinški umetnosti in je pred romansko umetnostjo, čeprav so prehodi na obeh koncih obdobja postopni in ne nenadni. Tako kot prvi in za razliko od slednjih je bil tudi v veliki meri slog omejen na nekaj manjših mest v obdobju in pomembne samostane, pa tudi dvorne kroge cesarja in njegovih vodilnih vazalov.
Po propadu Karolinškega cesarstva je bilo pod saško Otonsko rodbino ponovno ustanovljeno Sveto rimsko cesarstvo. Iz tega je nastala prenovljena vera v idejo cesarstva in reformirano Cerkev, ki je ustvarila obdobje okrepljene kulturne in umetniške gorečnosti. Prav v tem vzdušju so nastale mojstrovine, ki so združile tradicije, iz katerih so svoj navdih črpali otonski umetniki: modeli poznoantičnega, karolinškega in bizantinskega izvora. Ohranjena otonska umetnost je v zelo veliki meri religiozna, v obliki  iluminiranih rokopisov in kovinskih predmetov ter je nastajala v majhnem številu centrov za ozek krog pokroviteljev v krogu cesarskega dvora, pa tudi pomembnih oseb v cerkvi. Vendar je bil večji del zasnovan za prikaz širši javnosti, zlasti romarjem. 
Slog je na splošno velik in težek, včasih pretiran in sprva manj izpopolnjen kot karolinški ustrezniki, z manj neposrednega vpliva bizantinske umetnosti in manj razumevanja njegovih klasičnih modelov, toda okoli leta 1000 se v mnogih delih pojavlja presenetljiva intenzivnost in ekspresivnost, »slovesna monumentalnost je združena z živo notranjostjo, nezemeljsko, vizionarsko kakovostjo z ostro pozornostjo do aktualnosti, površinskih vzorcev tekočih linij in bogatih svetlih barv s strastnim emocionalizmom«.

## Okvir
Po poznih karolinških slogih so "predstavitveni portreti" donatorjev rokopisov zelo vidni v otonski umetnosti in veliko te umetnosti je odražalo željo rodbine po vizualni povezavi s krščanskimi vladarji pozne antike, kot so Konstantin I., Teoderik Veliki in Justinijan I. ter njihovim karolinškim predhodnikom, zlasti Karlom Velikim. Ta cilj je bil dosežen na različne načine. Na primer, mnogi otonski vladarski portreti običajno vsebujejo elemente, kot so personifikacije provinc ali predstavniki vojske in Cerkve, ki spremljajo cesarja, z dolgo zgodovinsko ikonografsko zgodovino. Poleg ponovne uporabe motivov iz starejše cesarske umetnosti je bilo odstranjevanje spolij iz poznoantičnih struktur v Rimu in Raveni ter njihovo vključevanje v otonske stavbe pripomoček, ki naj bi nakazoval na cesarsko kontinuiteto. To je bil očitno namen Otona I., ko je odstranjeval stebre, nekaj porfirja in drugega gradbenega materiala iz Teoderikove palače v Raveni in jih ponovno uporabil v svoji novi stolnici v Magdeburgu. Edina stvar, ki jo vladar portretira redko, je tesna podobnost posameznih lastnosti vladarja; ko je Oton III. umrl, so bile nekatere rokopisne slike o njem ponovno postavljene kot portreti Henrika II., ne da bi bilo treba spremeniti lastnosti.
V nadaljevanju in stopnjevanju pozno karolinških trendov mnoge miniature vsebujejo predstavitvene miniature, ki prikazujejo darovalce rokopisov cerkvi, vključno s škofi, opati in opatinjami in tudi cesarjem. V nekaterih primerih zaporedne miniature prikazujejo nekakšno štafeto: v Hornbachovem zakramentariju pisec knjigo predstavi svojemu opatu, ki jo predstavi svetemu Pirminu, ustanovitelju opatije Hornbach, ki jo predstavi svetemu Petru in ta Kristusu, skupaj osem strani (s obrnjenimi iluminiranimi tablicami), da bi poudarili enotnost in pomen 'poveljevalne strukture', ki veže cerkev in državo, na zemlji in v nebesih.
Bizantinska umetnost je še naprej vplivala, zlasti s poroko grške princese Teofane z Otonom II., uvoženi bizantinski elementi, zlasti emajli in slonovina, pa so pogosto vključeni v otonske kovinske izdelke, kot so platnice knjig. Če pa so v obdobju v Germaniji dejansko delali grški umetniki, so v karolinških časih pustili manj sledi kot njihovi predhodniki. Rokopise so pisali in iluminirali menihi s specializiranimi znanji, od katerih so nekatera imena ohranjena, vendar ni dokazov o umetnikih, ki so delali v kovini, sklenini in slonovini, za katere se običajno domneva, da so bili laiki, čeprav je bilo v zgodnjem srednjeveškem obdobju nekaj samostanskih zlatarjev, nekateri samostanski bratje in pomočniki pa so bili zaposleni v samostanih. Medtem ko je posvetni nakit oskrboval neprekinjeno delo zlatarjev, je rezbarjenje slonovine v tem obdobju veljalo predvsem za cerkev in je bilo morda osredotočeno na samostane. Zdi se, da so stenske poslikave po navadi delali laiki.
- Oton II., delo mojstra Gregorja
- Apoteoza Otona III., Liutharjev evangelij
- Henrika II. Krona Kristus, iz Zakramentarija Henrika II.
- Otona III. ali Henrika II. Kronajo svetniki, Bamberška apokalipsa

## Rokopisi
Otonski samostani so ustvarili največ, če ne vseh najbolj veličastnih srednjeveško iluminiranih rokopisov. Bili so pomembna umetniška oblika tistega časa, samostani pa so bili deležni neposrednega sponzorstva cesarjev in škofov, pri čemer so imeli na voljo najboljšo opremo in talente. Obseg močno iluminiranih besedil je bil (v nasprotju s karolinško renesanso) v veliki meri omejen na glavne liturgične knjige, saj je bilo zelo malo posvetnih del tako obdelanih.
V nasprotju z rokopisi drugih obdobij je zelo pogosto mogoče z gotovostjo reči, kdo je naročil ali prejel rokopis, ne pa, kje je bil narejen. Nekateri rokopisi vključujejo tudi razmeroma obsežne cikle pripovedne umetnosti, na primer šestnajst strani Codex Aureus iz Echternacha, čaščenih 'trakov' v treh ravneh s prizori iz Življenja Kristusa in njegovih prispodob. Močno iluminirani rokopisi so imeli bogato okrašene platnice in njihove strani je verjetno videlo zelo malo ljudi; ko so jih nosili v velikih procesijah otonskih cerkva se zdi, da je bila knjiga zaprta, da bi se videla platnica.
Otonski slog ni ustvaril ohranjenih rokopisov izpred približno 960-ih, ko so morda v Lorschu nastajale knjige, znane kot Skupina Eburnant, kot nekaj miniatur v Gero Codexu (danes v Darmstadtu), ki je bil prvi in najstarejši v skupini, kopiral tiste iz karolinških Lorških evangeliarijev. To je prva slogovna skupina tradicionalne 'šole Reichenau'. Druga dva glavna rokopisa skupine sta zakramentarija, imenovana za Hornbach in Petershausen. V skupini štirih predstavitvenih miniatur v prej opisani »skorajda lahko sledimo ... odmiku od ekspanzivnega karolinškega idioma do bolj jasno opredeljenega otonskega«.
Številni pomembni rokopisi, ki so nastali od tega obdobja naprej v izraziti skupini slogov, se po navadi pripišejo skriptoriju otoškega samostana Reichenau v Bodenskem jezeru, kljub priznanemu pomanjkanju dokazov, ki bi jih povezali s tem samostanom. C. R. Dodwell je bil eden od številnih disidentskih glasov tukaj, saj so verjeli, da so dela nastala v Lorschu in Trierju. Kjer koli je bila, se je 'šola Reichenau' specializirala za evangelijske knjige in druge liturgične knjige, mnoge med njimi, denimo münchenski Evangeliarij Otona III. (približno leta 1000) in Perikop Henrika II. (München, Bayerische Nationalbibl. Clm. 4452, c. 1001–1024), cesarska naročila. Zaradi izjemne kakovosti so bili Reichenauski rokopisi leta 2003 dodani v Unescov register svetovnega spomina.
Najpomembnejši rokopisi 'šole Reichenau' je dogovorjeno, da spadajo v tri različne skupine, ki so poimenovane po pisarjih, katerih imena so zapisana v njihovih knjigah. Zgoraj opisani skupini Eburnant je sledila skupina Ruodprecht, imenovana po pisarju Egbertovega psalterja; Dodwell to skupino dodeli Trierju. Aachenski evangeliarij Otona III., znan tudi kot Liutharjevi evangeliariji, dajejo ime tretji skupini rokopisov, Liutharjeva skupina, večinoma iz 11. stoletja, v močno kontrastnem slogu, čeprav jo večina znanstvenikov še vedno pripisuje Reichenau, Dodwell pa tudi Trierju.
Izjemni miniaturist skupine Ruodprecht je bil tako imenovani mojster Registrum Gregorii ali Gregorijski mojster, čigar delo je bilo v nekaterih pogledih poznoantično rokopisno slikarstvo in katerega miniature so značilne za »krhko občutljivost za tonske razrede in harmonijo, lep občutek za kompozicijske ritme, občutek za odnos figur v vesolju, predvsem pa njihov poseben pridih zadržanosti in naklonjenosti«. V 970-ih in 980-ih letih je deloval v Trierju in bil odgovoren za nekaj miniatur v vplivnem Codex Egberti, narejenem za nadškofa Egberta iz Trierja, verjetno v 980-ih. Toda večino 51 slik v tej knjigi, ki predstavljajo prvi obsežen cikel slik, ki prikazujejo Kristusovo življenje v zahodnoevropskem rokopisu, sta ustvarila dva redovnika iz Reichenaua, ki sta poimenovana in upodobljena v eni od miniatur.
Slog Liutharjeve skupine je zelo različen in se bolj odmika od vrnitve v klasične tradicije; »transcendentalnost se je prenesla do skrajnosti, z izrazito shematizacijo oblik in barv, sploščeno obliko, konceptualizirane draperije in ekspanzivno kretnjo«. Ozadja so pogosto sestavljena iz barvnih pasov s simbolično in ne naravoslovno utemeljitvijo, velikost figur odraža njihovo pomembnost in v njih »poudarek ni toliko na gibanju kot na kretnji in pogledu«, pri čemer so pripovedni prizori »predstavljeni kot kvazi - liturgično dejanje, dialogi božanskosti«. Ta gesturalna »neumna predstava [je] kmalu postala konvencionalizirana kot vizualni jezik po vsej srednjeveški Evropi«. 
Skupina je nastajala morda med letoma 990-ih in 1015, kasneje pa so glavni rokopisi vključili münchenske Evangeliarije Otona III., Bamberško apokalipso in obseg tamkajšnjih svetopisemskih komentarjev ter Pericope Henrika II., najbolj znane in najbolj skrajne skupine, kjer je »lik postajal bolj monumentalen, bolj ratificiran in vzvišen, hkrati pa tanek v gostoti, nepomemben, zgolj obarvanih silhuet proti bleščeči praznini«.  Skupina je predstavila ozadje trdnega zlata
do zahodne iluminacije. 
Dve posvetitveni miniaturni, dodani Egmondovem evangeliariju okoli leta 975, prikazujeta manj dovršeno nizozemsko različico otonskega sloga. V samostanu sv. Emmerama v Regensburgu je nastajal glavni karolinški Codex Aureus sv. Emmerama, ki je verjetno vplival na slog z »vznemirljivo črto in visoko formalno organizacijo strani«, ki je dal Uta Codexu c. 1020 zapletene sheme, kjer »zlati pasovi začrtajo krepke, kvadratne kroge, elipse in rombe, ki obdajajo figure« in napise, ki so vključeni v zasnovo in pojasnjuje njeno zapleteno teološko simboliko. Ta slog naj bi zelo vplival na romansko umetnost v več medijih.
Samostan Echternach je postal pomemben pod opatom Humbertom, ki je bil na funkciji od 1028 do 1051, tam so bile ustvarjene strani (v nasprotju s platnicami) Codex Aureus Echternach, ki so ji sledili Zlati evangeliji Henrika III. v letih 1045–46, ki jih je Henrik predstavil stolnici v Speyerju (zdaj v El Escorial), glavno delo šole. Henrik je za tamkajšnjo stolnico (zdaj v univerzitetni knjižnici) naročil Uppsalske evangeliarije. Drugi pomembni samostanski skriptoriji, ki so cveteli v otonski dobi, vključujejo tiste v Salzburgu, Hildesheimu, Corveyu, Fuldi in Kölnu, kjer je bil narejen Hitda Codex.

### SlikeKristus pomirja nevihto
Ta prizor je bil pogosto vključen v otonske cikle Kristusovega življenja. Mnogi kažejo Jezusa (s prekrižanim svetniški sijem) dvakrat, enkrat zaspi in enkrat pomirja nevihto.
- Codex Egberti, med letoma 977 in 993
- Stenska poslikava v Oberzellu, c. 1000
- Münchenski Evangeliarij Otona III.; spodaj, Izganjanje Gadarenskih prašičev
- Hitda Codex, Köln, po letu 1000

## Kovinska dela in emajl
Predmeti za okrasitev cerkva, kot so križi, relikviariji, prednji deli oltarja in bogato okrašene platnice knjig, so bili narejeni iz zlata ali prekriti z zlatom, okrašeni z dragulji, emajlom, kristali in kamejami. To je bil precej starejši slog, vendar ima otonska različica značilne lastnosti, z zelo zasedeno dekoracijo površin, pogosto dragulji, dvignjeni z glavne površine na majhnih zlatih stolpih, ki jih spremljajo 'koši', štrleči deli v zlati žici in figurativni [[relief (umetnost)|reliefi v tehniki repoussé, območja za okraševanje z zlatom med kosi emajla in dragulji. Relikvije so v tem obdobju dobivale vse večji pomen, včasih tudi političen, zato so bile relikviariji za njihovo zadrževanje vedno bolj bogati. V takšnih delih dragulji ne ustvarjajo zgolj vtisa bogastva, ampak so služili obema kot napovedovanje okrašene narave nebeškega mesta, za določene vrste draguljev pa se verjame, da imajo dejansko močne lastnosti v različnih »znanstvenih«, medicinskih in čarobnih ozirih, kot je določeno v priljubljenih lapidarnih knjigah. Nekaj preživelih kosov posvetnega nakita je v podobnih slogih, vključno s krono, ki jo je kot otrok nosil Oton III. in jo je podaril Esenski zlati Mariji, potem ko jo je prerasel.
Primeri crux gemmata (križ z dragulji) ali procesijskih križev vključujejo izjemno skupino v zakladnici Essenske stolnice; več opatinj Esenske opatije je bilo otonskih princes. Križ Otona in Matilde, Matildin križ in Essenski križ z velikimi emajli so najbrž vsi darilo opatinje Matilde (umrla 1011) in četrti križ, Teofanin križ je nastal kakih petdeset let pozneje. Lotarjev križ (Aachen) in Cesarski križ (Dunaj) sta bila cesarska posest. Na Dunaju je tudi Cesarska krona Svetega rimskega cesarstva. Naslovnica knjige Codex Aureus iz Echternacha ( Germanski narodni muzej v Nürnbergu) je v zelo primerljivem slogu. Med drugimi pomembnejšimi predmeti je tudi relikviarij sv. Andreja v Trierju in zlate oltarne fronte za Palatinsko kapelo v Aachnu in stolnico v Baslu (zdaj v Parizu). V Palatinski kapeli je tudi prižnica ali ambon Henrika II. Pozno karolinške zgornje platnice Lindauskih evangelijev (Morganova knjižnica, New York) in Arnulfov ciborij v Münchnu sta bila pomembna predhodnika sloga, že nekaj desetletij pred tem in verjetno iz iste delavnice.
Iz plemenitih kovin so bili izdelani tudi veliki predmeti, z najstarejšimi preživelimi krožnimi lestenci iz konca obdobja, ogromen v Essenu, še posebej spektakularna zbirka ambicioznih velikih bronastih del in manjših srebrnih v stolnici v Hildesheimu iz obdobja škofa Bernwarda (umrl 1022), ki je bil sam umetnik, čeprav je bil njegov biograf nenavadno iskren, ko je rekel, da ni dosegel »vrhov popolnosti«. Najbolj znana od teh so Bernwardova vrata, z biblijskimi figurami v bronastem reliefnem vzorcu, od katerih vsaka podoba ulita v enem kosu, kjer mogočne preproste skladbe prenesejo svoje pomene z izrazitimi kretnjami, na način, ki je primerljiv z miniaturami iz Reichenaua iz istega obdobja.  Obstaja tudi bronasti Bernwardov steber, visok več kot dvanajst čevljev, ki je bil prvotno podstavek za razpelo, odlit v enem samem votlem kosu. Ta nenavadna oblika je okrašena s štiriindvajsetimi prizori iz Prihoda Jezusa v neprekinjenem traku, ki se vije po stebru v maniri Trajanovega stebra in drugih rimskih primerov.
Okoli leta 980 se zdi, da je nadškof iz Trierja ustanovil glavno otonsko delavnico za izdelavo cloisonné emajla v Nemčiji, ki naj bi izpolnjevala naročila za druge centre, po njegovi smrti leta 993 pa se je morda preselila v Essen. V tem obdobju je delavnica sledila bizantinskemu razvoju (več desetletij prej) z uporabo tehnike senkschmelz ali 'potopljen emajl' poleg že uporabljene vollschmelz. Majhne plošče z dekorativnimi motivi, ki izhajajo iz rastlinskih oblik, so še naprej uporabljale vollschmelz, s sklenino po celotni plošči, medtem ko so bile figure običajno v senkschmelz, obdane z navadno zlato površino, v katero je bil vtisnjen obris figure. Essenski križ z velikimi emajli, prikazan zgoraj, kaže obe  tehniki. 

### Galerija brona
- Svečnik opatinje Matilde v Essenski stolnici, c. 1000
- Izgon Adama in Eve iz Bernwardovih vrat v Hildesheimski stolnici
- Bernwardova vrata v Hildesheimski stolnici, c. 1015
- Bronast Bernwardov steber v Hildesheimu

## Rezbarjena slonovina
V otonskem obdobju je bilo narejeno veliko zelo drobnih majhnih skulptur v slonovini. Verjetno je bilo Milano mesto, če ne celo glavno središče, skupaj s Trierjem in drugimi nemškimi in francoskimi lokacijami. Obstajajo številne podolgovate plošče z reliefi, ki so nekoč krasili ali še krasijo, platnice knjig, z Jezusovim križanjem kot najpogostejšo temo. Te in druge teme v veliki meri nadaljujejo karolinško ikonografijo, vendar v zelo drugačnem slogu.
Zdi se, da skupina štirih otonskih slonovinastih situl predstavlja novo odstopanje za rezbarjenje v slonovini v svoji obliki, vrste pa po tem obdobju skoraj ne najdemo. Situle so bile liturgične posode, ki so se uporabljale za zadrževanje svete vode, prej pa so bile običajno iz lesa ali brona, gladke in z ročajem. V situlo je bil namočen Aspergil (kropilo)|aspergillum]], da se je zbrala voda, s katero bi poškropili ljudi ali druge predmete. Vendar so štirje otonski primeri iz 10. stoletja narejeni iz celega dela slonovega okla in so na zgornjem delu nekoliko večji. Vsi so bogato izrezljani s prizori in figurami na različnih ravneh: Basilewsky situla iz leta 920 v muzeju Victoria & Albert, okrašena s prizori iz Življenja Kristusa na dveh ravneh, Situla Gotofredo, c. 980 v milanski stolnici, ena v zakladnici Aachenske stolnice in druga v Metropolitanskem muzeju umetnosti v New Yorku. Vse so iz okolja otonskega dvora: napis pravi, da je nadškof Gotfred predstavil milanski primer v pričakovanju cesarjevega obiska, ki ga omenja tudi primer v Londonu, ki je bil morda iz iste delavnice. Najnovejši in najbolj razkošen je primer iz Aachna, ki je posut z dragulji in prikazuje ustoličenega cesarja, obkrožen s papežem in nadškofi. Ta je bila verjetno narejena v Trierju okoli leta 1000. 
Med različnimi slogovnimi skupinami in domnevnimi delavnicami, ki jih je mogoče zaznati, so odgovorne za kose vključno s ploščo s platnice Codex Aureus Echternach in dvema kriloma diptiha v Berlinu (vsa prikazana spodaj), ustvarili še posebej lepo in izrazito delo, morda v Trierju , z »osupljivim dojemanjem človeške oblike ... [in] objekta pri ravnanju z materialom«.
Zelo pomembna skupina plošč, ki so zdaj razpršene v več zbirkah, je bila verjetno naročena (morda Oton I.) za Magdeburško stolnico in se imenujejo Magdeburške plošče ali plošče iz magdeburškega antipendija ali podobna imena. Verjetno so bile narejene v Milanu okoli leta 970, da bi krasile veliko ravno površino, čeprav je bilo veliko razprav o tem ali so to vrata, antependij ali oltarno čelo, platnica izjemno velike knjige, prižnica ali kaj drugega. Vsaka skoraj kvadratna plošča meri približno 13x12 cm, v navadnem ravnem okvirju je reliefni prizor iz Kristusovega življenjaj; ena plošča v Metropolitanskem muzeju umetnosti v New Yorku ima prizorišče posvetitve, kjer okronani monarh predstavlja Kristusa z modelom cerkve, ki jo običajno sprejme Oton I. z Magdeburško stolnico. Skupaj jih je ohranjenih sedemnajst, verjetno manj kot polovica prvotnega kompleta. Plošče vključujejo območja ozadja, ki so v celoti prerezana skozi slonovino, ki naj bi bila prvotno podprta z zlatom. Ti odprti elementi poleg prostorov, ki so poleg zgradb, vključujejo nekaj, kar pušča šahovnice ali listje. Slog figur Peter Laško opisuje kot »zelo težak, čvrst in masiven ... z izjemno jasno in ravno obdelavo draperije ... v preprostih, a močnih kompozicijah«. 
- Basilewsky situla
- Diptih Mojzes prejema zakon in Nejeverni Tomaž
- Plošča z naslovnice Codex Aureus  Echternach, verjetno iz iste delavnice kot diptih.
- Križanje, verjetno iz platnice knjige, c 1000

## Stenske poslikave
Čeprav je iz dokumentarnih zapisov razvidno, da so bile številne cerkve okrašene z obsežnimi cikli stenskega slikarstva, so preživetja izjemno redka, pogosto pa fragmentarna in v slabem stanju. Na splošno nimamo dokazov, ki bi jim pomagali pri dataciji, kot so portreti donatorjev, zato je njihova datacija  pogosto negotova; mnoge so bile v preteklosti obnovljene, kar je še dodatno zapletlo zadevo. Večina preživelih je zbrana v južni Nemčiji in okoli Fulde v Hessnu, čeprav obstajajo tudi pomembni primeri iz severne Italije. Obstaja zapis, da škof Gebhard iz Konstance v svoji novi fundaciji (983) opatije Petershausen najel laične umetnike za zdaj že izgubljen cikel. Laiki so morda prevladovali v umetnosti stenskega slikarstva, čeprav so morda včasih delali pri oblikovanju samostanskih iluminatorjev. Umetniki se zdijo precej mobilni: »v času Oberzellskih slik je bil v Nemčiji italijanski slikar, nemški pa v Angliji«.
Cerkev svetega Jurija v Oberzellu na otoku Reichenau ima najbolj znano ohranjeno shemo, čeprav je bil velik del prvotnega dela izgubljen, preostale slike ob straneh ladje pa so pretrpele čas in restavriranje. Največji prizori prikazujejo Kristusove čudeže v slogu, ki v nekaterih elementih prikazuje specifičen bizantinski vložek in bližino reichenavskih rokopisov, kot so münchenski Evangeliji Otona III., zato navadno datirajo okoli 980–1000. V resnici so slike eden od temeljev primera za opatijo Reichenau kot glavno središče rokopisnega slikarstva.

## Velike skulpture
Iz obdobja se je ohranilo zelo malo rezbarjenja lesa, vendar je monumentalna poslikana figura 'Kristus na križu Gerov križ (okoli 965–970, Kölnska stolnica) med izjemnimi mojstrovinami tega obdobja. Tradicionalno datiranje s strani cerkve, za katero se je dolgo zdelo, da je verjetno nemogoče, je končno potrdila dendrokronologija. Zlata Marija iz Essna (približno 1000, Essenska stolnica, ki je bila prej opatija) je praktično edinstveno preživetje vrste predmeta, ki so ga nekoč našli v številnih večjih cerkvah. Gre za manjšo skulpturo Marije in otroka, ki je v lesu, ki je bil pokrit z gesso (bela barvna mešanica, sestavljena iz veziva, pomešanega s kredo, mavcem, pigmentom ali katero koli njihovo kombinacijo) in nato tanko z zlatimi ploščami . Monumentalna skulptura je na severu ostala redka, čeprav je v Italiji več primerov, kot so štukature na ciboriju bazilike svetega Ambroža v Milanu in tudi na San Pietro al Monte, Civate, ki se nanašajo na rezbarjenje slonovine istega obdobja in nekaj kamnitih skulptur.

## Preživetje in zgodovinopisje
Preživela otonska dela so v veliki meri tista, za katere je skrbela cerkev, ki so jih hranili in cenili zaradi svojih povezav s kraljevimi ali cerkvenimi osebnostmi tega obdobja. Zelo pogosto so bili dragulji v kovinskih izdelkih skozi stoletja iztrgani ali prodani, v številnih kosih jih zdaj primanjkuje ali imajo sodobne nadomestke iz steklene paste. Tako kot iz drugih obdobij je veliko več preživelih plošč iz slonovine (katerih material je običajno težko ponovno uporabiti) za ovitke knjig kot popolnih kovinskih plošč, nekatere debelejše kose slonovine pa so pozneje z novim reliefom ponovno vrezali s hrbtne strani.  Številni predmeti, omenjeni v pisnih virih, so popolnoma izginili, verjetno pa imamo le majhen del prvotne izdelave relikviarijev in podobno. Številni kosi so dobili večje dodatke ali spremembe, ki so nastale pozneje v srednjem veku ali v poznejših obdobjih. Rokopisi, ki so se izognili večjim požarom v knjižnicah, so imeli najboljše možnosti za preživetje; nevarnosti, s katerimi se soočajo stenske slike, so že omenjene. Večina večjih predmetov ostaja v nemških zbirkah, pogosto še vedno cerkvenih knjižnicah in zakladnicah.
Izraz otonska umetnost je bil skovan šele leta 1890, naslednje desetletje pa so bile narejene prve resne študije tega obdobja; naslednjih nekaj desetletij so v tej temi prevladovali nemški umetnostni zgodovinarji, ki so se ukvarjali predvsem z rokopisi, razen študij slonovine in kiparstva Adolpha Goldschmidta na splošno. Številne razstave v Nemčiji v letih po drugi svetovni vojni so pomagale predstaviti temo širši javnosti in spodbudile razumevanje umetniških medijev, razen rokopisnih ilustracij. Razstava Ars Sacra (iz latinščine 'sakralna umetnost') iz leta 1950 v Münchnu je ta izraz zasnovala za versko kovinsko delo in z njo povezano slonovino ter emajle, ki jih je Peter Laško znova uporabil v svoji knjigi Pelikan History of Art, prvič raziskovana tema, napisana v angleščini, kot običajni umetnostnozgodovinski izraz, 'manjše umetnosti', se je zdela neprimerna za to obdobje, kjer so bile z rokopisnimi miniaturami najpomembnejše umetniške oblike.